# باتريك برينان
باتريك برينان (بالإنجليزية: Patrick M. Brennan)‏ هو سياسي أمريكي، ولد في 1953. حزبياً، نشط في الحزب الجمهوري. وقد انتخب عضو مجلس نواب فيرمونت.